# سحابة سندانية

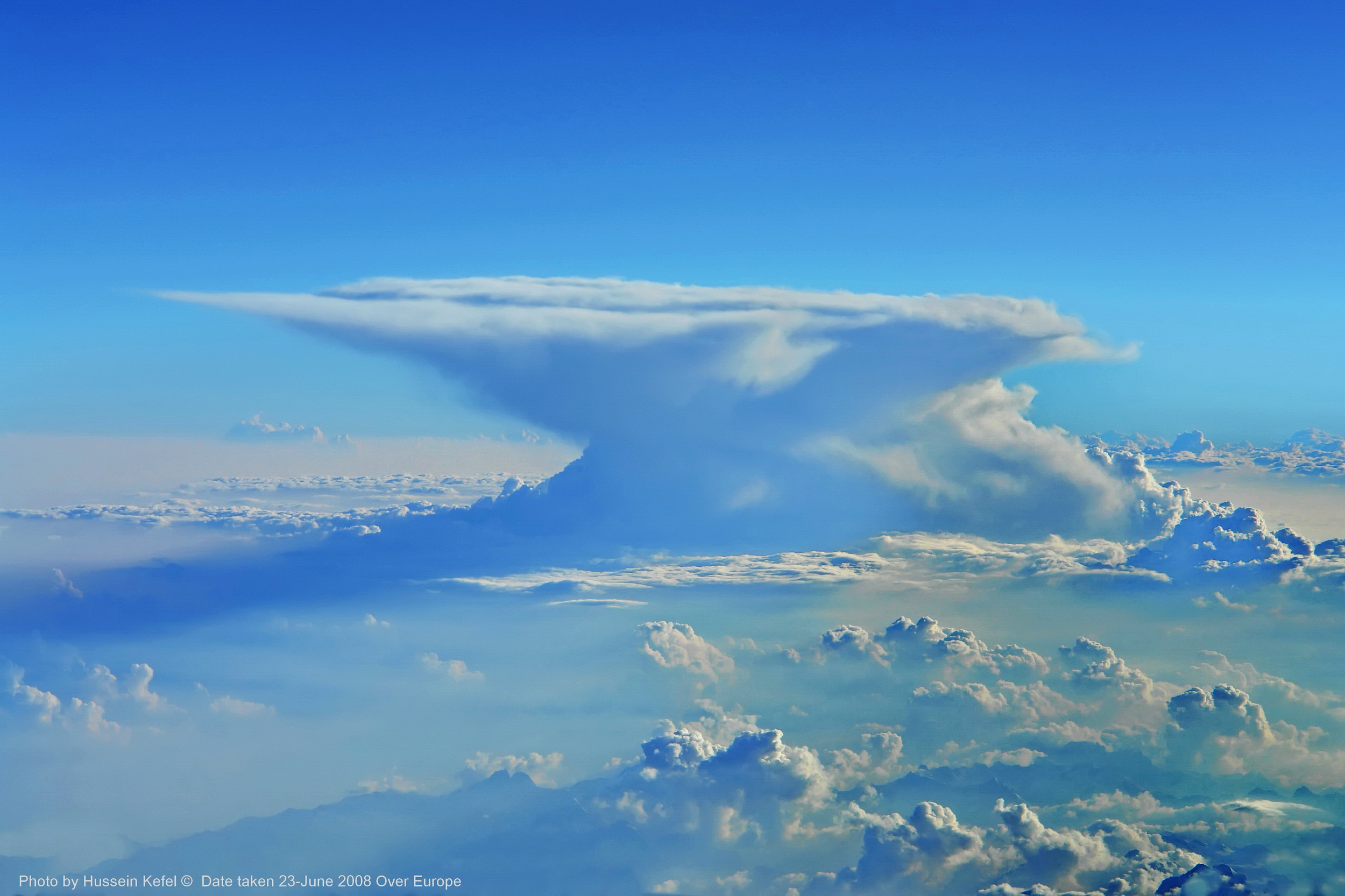
شكل نمطي للسحابة السندانية

سحابة سندانية (ملاحظة 1) هي نوع من أنواع المزن الركامي يصل إلى مستوى ارتفاع طبقة التربوبوز وقسمها العلوي له شكل يشبه السندان.
تعد السحب السندانية مركزاً لتشكل العواصف الرعدية.